# Cephaloplon pedunculatum
Cephaloplon pedunculatum är en skalbaggsart som beskrevs av Martins och Dilma Solange Napp 1986. Cephaloplon pedunculatum ingår i släktet Cephaloplon och familjen långhorningar.
Artens utbredningsområde är Venezuela. Inga underarter finns listade.